# Třída London (1899)
Třída London byla třída predreadnoughtů Royal Navy. Skládala se z pěti jednotek, které byly ve službě v letech 1904–1920. Účastnily se bojů první světové války, zejména bitvy o Gallipoli. Bitevní loď Bulwark byla zničena vnitřní explozí. Její sesterské lodě byly na počátku 20. let 20. století sešrotovány.

## Stavba
Byly to poslední britské bitevní lodě, jejichž hlavním konstruktérem byl William Henry White. Oproti předcházející třídě Formidable měla třída London upravené pancéřování. Celkem bylo v letech 1898–1904 postaveno pět jednotek této třídy.
Jednotky třídy London:
| Jméno           | Loděnice            | Založení kýlu    | Spuštěna          | Vstup do služby | Poznámka                                                                         |
| --------------- | ------------------- | ---------------- | ----------------- | --------------- | -------------------------------------------------------------------------------- |
| London          | Portsmouth dockyard | 8. prosince 1898 | 21. září 1899     | červen 1902     | Roku 1916 vyřazena. Roku 1918 přestavěna na minonosku. Sešrotována 1920.         |
| Bulwark         | Devonport dockyard  | 20. března 1899  | 18. října 1899    | březen 1902     | Dne 26. listopadu 1914 poblíž Sheerness v ústí Medway zničena vnitřním výbuchem. |
| Venerable       | Chatham dockyard    | 2. ledna 1899    | 2. listopadu 1899 | listopad 1902   | Od roku 1918 depotní loď. Sešrotována 1920.                                      |
| Queen           | Devonport dockyard  | 12. března 1901  | 8. března 1902    | březen 1904     | Od roku 1916 depotní loď. Sešrotována 1920.                                      |
| Prince of Wales | Chatham dockyard    | 20. března 1901  | 25. března 1902   | březen 1904     | Od roku 1917 v rezervě. Sešrotována 1920.                                        |

## Konstrukce

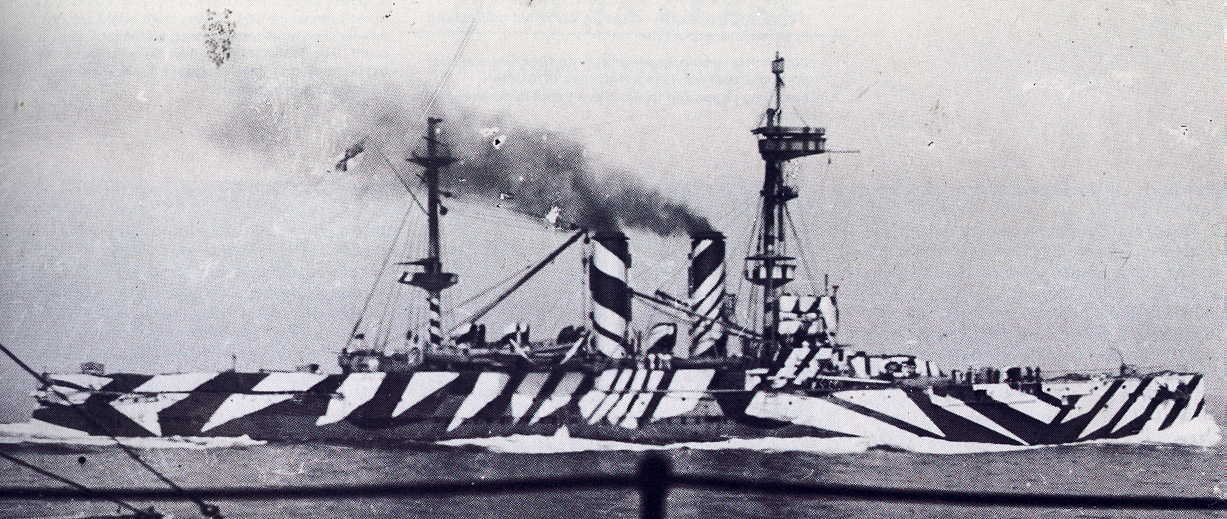
London po přestavbě na minonosku

Hlavní výzbroj tvořily čtyři 305mm kanóny ve dvouhlavňových věžích. Dále lodě nesly dvanáct 152mm kanónů v kasematech, šestnáct 76mm kanónů na obranu proti torpédovkám, šest 47mm kanónů a čtyři 457mm torpédomety. Pohonný systém představovalo 20 vodotrubních kotlů Belleville (pouze Queen měla kotle Babcock & Wilcox) a dva trojčínné parní stroje o výkonu 15 000 ihp, pohánějící dva lodní šrouby. Nejvyšší rychlost dosahovala 18 uzlů.

### Modifikace
Bitevní loď London byla v roce 1918 přestavěna na minonosku s kapacitou 240 min. Mimo jiné byla odstraněna zadní dělová věž a výzbroj byla zredukována na tři 152mm kanóny.

## Osudy

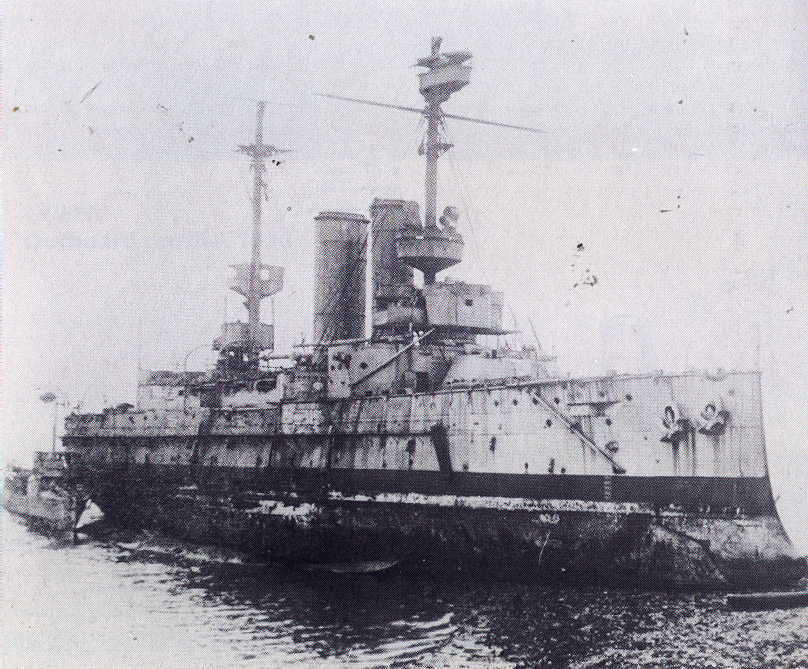
HMS Prince of Wales před sešrotováním

Všech pět jednotek této třídy, společně se třemi plavidly příbuzné třídy Formidable, tvořilo na počátku první světové války 5. bitevní eskadru, která byla součástí britského Kanálového loďstva. Použity byly například k ostřelování pobřeží Flander.
Bulwark se potopil 26. listopadu 1914 po vnitřní explozi poté, co na něm byla doplňována munice. Pravděpodobně s ní bylo chybně manipulováno. Kromě 12 mužů zahynula celá posádka.
Queen, London, Venerable a Prince of Wales byly nasazeny v dardanelské kampani. V polovině války byly jednotlivé lodě přesouvány do druhé linie. Venerable a Queen byly upraveny na depotní lodě. London byl přestavěn na minonosku. Do služby se vrátil 18. května 1918 a do konce války v Severním moři položil více než 2600 min. Prince of Wales byl umístěn v rezervě. V roce 1920 byly prodány k sešrotování.